# John Finlay Noel MacRae
John Finlay Noel MacRae, kanadski letalski častnik, vojaški pilot in letalski as, * 5. december 1895, Beaverton, Ontario.
Poročnik MacRae je v svoji vojaški službi dosegel 5 zračnih zmag.

## Življenjepis
Sprva je bil pripadnik Royal Highlanders, nato pa je bil leta 1915 premeščen k Kraljevemu letalskemu korpusu.
1917 je bil dodeljen 23. eskadronu. Dosegel je 5 zračnih zmag s SPADi.